# 計算言語学会
計算言語学会 (けいさんげんごがっかい、Association for Computational Linguistics、ACL) は、1962年に設立された自然言語処理 (NLP) に関する国際的な組織で、本部はアメリカ、ペンシルベニア州にある 。

## 歴史
1962年6月13日、機械翻訳・計算言語学会 (Machine Translation and Computational Linguistics：AMTCL) として会員約100名で設立される。1965年に雑誌『機械翻訳と計算言語学』を引継ぐ。1988年からは、MITプレスから出版されている。
1963年、計算機協会 (ACM) 全国会議と共同で初めて年次総会を開催する。年次総会は、非公式会議のため要旨のみが出版された 。
1968年、計算言語学会 (ACL) に改称する。ヨーロッパ (EACL) 、北アメリカ(NAACL)、アジア(AACL) に支部を置いている。
1979年から年次総会の議事録が出版された。会議は、アメリカ言語学会と共同で多くが開催されたが、情報科学技術学会・認知科学会との共同で開催されることもあった.。
1989年から1994年には、アメリカ政府からの支援により、著者の増加や定着化、いくつかの重要な研究成果を上げることができた。
2020年の年次総会では、中国から受付けた学術論文がアメリカより初めて多くなった。
2021年、日本の辻井潤一が、ACL生涯功労賞 (ACL Lifetime Achievement Award)を受賞する。

## 年次総会
毎年夏に国際会議が関係国で開催されている。
- ACL 2024 - アジア太平洋地域（予定）[14]
- ACL 2023 - 南北アメリカ（予定）[15]
- ACL 2022 - ダブリン（アイルランド）オンライン会議
- ACL 2021 - バンコク（タイ）オンライン会議
- ACL 2020- シアトル（アメリカ） (COVID-19 の影響でオンライン会議に移行)
- ACL 2019 - フィレンツェ（イタリア）
- ACL 2018 - メルボルン（オーストラリア）
- ACL 2017 - バンクーバー（カナダ）

## 活動
計算言語学と自然言語処理の分野で国際会議や研修会を開催している。
- 計算言語学会 (ACL) 年次総会
- 自然言語処理における実証的手法 (EMNLP)
- 自然言語処理に関する国際合同会議 (IJCNLP)
- 計算自然言語学習会議 (CoNLL)
- 語彙論および計算的意味論と意味論的評価 (SemEval)
- 語彙論・計算意味論合同会議 (*SEM)
- 統計的機械翻訳 (WMT) に関する研修会

会議のほかに、計算言語学と計算言語学会(TACL)の学術雑誌 (計算言語学) と (計算言語学会論文誌 -TACL) のスポンサーも務めている。ACLおよびACL関連会場での論文やその他の資料は、インターネットを経由してACLアンソロジーにオンラインでアーカイブされている。

## 特別利益団体 (SIG)
以下の特別利益団体 (SIG) がある:。
| SIG        | 説明                                              |
| ---------- | ------------------------------------------------- |
| SIGANN     | 言語注釈                                          |
| SIGBIOMED  | 生物医学的言語処理                                |
| SIGDAT     | NLPに対する言語データとコーパスベースのアプローチ |
| SIGDIAL    | 対話処理                                          |
| SIGFSM     | 有限状態法に関する SIG                            |
| SIGGEN     | 自然言語生成                                      |
| SIGHAN     | 中国語処理                                        |
| SIGHUM     | 社会経済科学と人文科学のための言語技術            |
| SIGLEX     | 辞書学やオンライン辞書の使用                      |
| SIGMT      | 機械翻訳                                          |
| SIGMOL     | 言語の数学                                        |
| SIGMORPHON | 計算形態論と音韻論                                |
| SIGNLL     | 自然言語学習                                      |
| SIGPARSE   | 自然言語解析                                      |
| SIGSEM     | 計算意味論                                        |
| SIGSEMITIC | セム語族言語への計算的アプローチ                  |
| SIGSLAV    | スラブ言語                                        |
| SIGSLPAT   | 支援技術のための音声および言語処理                |
| SIGTYP     | 言語類型論                                        |
| SIGWAC     | 言語データWeb                                     |

## 歴代会長
毎年、選出され翌年に副会長、1年後に会長に就任する:。
| 年   | 名前                           |
| ---- | ------------------------------ |
| 2022 | ティム・ボールドウィン         |
| 2021 | ラダ・ミハルセア               |
| 2020 | ヒンリッヒ・シュッツェ         |
| 2019 | 周明 (言語学者)                |
| 2018 | マーティ・ハースト             |
| 2017 | ヨアキム・ニブレ               |
| 2016 | プシュパク・バッタチャリヤ     |
| 2015 | クリストファー・D・マニング    |
| 2014 | ゲルジャン・ヴァン・ノールト   |
| 2013 | 王海峰 (自然言語学者)          |
| 2012 | ケン・チャーチ                 |
| 2011 | ケビン・ナイト (計算言語学者)  |
| 2010 | イド・ダガン                   |
| 2009 | スティーブン・バード           |
| 2008 | ボニー・ドーア                 |
| 2007 | マーク・スティードマン         |
| 2006 | 辻井潤一                       |
| 2005 | マーサ・パーマー               |
| 2004 | ジョアンナ・ムーア (科学者)    |
| 2003 | マーク・ジョンソン             |
| 2002 | ジョン・ネルボンヌ             |
| 2001 | エドゥアルド・ホヴィ           |
| 2000 | ヴォルフガング・ウォールスター |